# Pseudococcus linearis
Pseudococcus linearis är en insektsart som beskrevs av Williams och Watson 1988. Pseudococcus linearis ingår i släktet Pseudococcus och familjen ullsköldlöss.
Artens utbredningsområde är Papua Nya Guinea. Inga underarter finns listade i Catalogue of Life.